# Ciclo mitologico
Nella mitologia irlandese il Ciclo mitologico rappresenta uno dei quattro cicli principali. Rappresenta ciò che rimane della mitologia pagana dell'Irlanda pre-cristiana, anche se i suoi protagonisti non sono definiti "divinità", ma rappresentano l'evemerizzazione degli antichi dei celtici sotto le spoglie di re ed eroi "storici". Si compone di numerosi racconti in prosa e poesia conservati all'interno di manoscritti medievali, così come di cronache pseudo-storiche quali il Lebor Gabála Érenn o le parti più antiche degli "Annali dei Quattro Maestri" e della "Storia d'Irlanda" di Seathrún Céitinn.

## La tradizione sulle invasioni
Il Ciclo mitologico traccia la pseudo-storia d'Irlanda a partire dai suoi abitanti originali, anteriori al Diluvio universale biblico, attraverso una serie di "invasioni", fino all'arrivo dei Milesi o Gaeli. Alcune di queste invasioni possono riflettere autentiche migrazioni di popoli, ma altre (ad es. quella dei Túatha Dé Danann dai magici poteri) appaiono la riduzione epica di antiche figure di culto. Il testo principale di questa tradizione sulle invasioni è il Lebor Gabála Érenn ("Libro delle Invasioni d'Irlanda"). Elementi della stessa tradizione si possono desumere da altre fonti, come le due Cath Maige Tuired ("Battaglie di Mag Tuired"), o da testi più recenti come i già citati Annali dei Quattro Maestri ed il Foras Feasa ar Éireann di Geoffrey Keating.

### Prima del Diluvio
Una serie di tradizioni riguardano i più antichi abitanti d'Irlanda. Quella meglio conosciuta riguarda il personaggio di Cessair, menzionato nel Lebor Gabála Érenn  e in altri antichi testi. Cessair sarebbe stata una nipote di Noè, per cui non ci sarebbe stato posto all'interno dell'Arca. Cessair e i suoi seguaci, cinquanta donne e tre uomini, arrivarono solo quaranta giorni prima del Diluvio, venendo spazzati via, tutti eccetto Fintan, che si trasformò in un salmone. Proprio Fintan, passando attraverso una serie di trasformazioni, sopravvisse attraverso i secoli, raccontando la storia del suo popolo.
Geoffrey Keating, nel suo lavoro del XVII secolo intitolato Foras Feasa ar Éirinn ("Le basi della conoscenza sull'Irlanda"), riporta altre tradizioni, da fonti per noi perdute. In un poema contenuto nel "Salterio di Cashel" si dice che tre figlie di Caino furono i primi esseri umani a vedere l'Irlanda. Secondo una versione alternativa del mito di Cessair, tratta dal Libro di Druimm Snechta, i primi abitanti furono guidati sull'isola da una donna, Banba, il cui nome lasciarono alla loro terra. Banba venne con centocinquanta donne e tre uomini, che vissero in Irlanda quaranta anni prima di morire tutti di peste, duecento anni prima del Diluvio. Secondo un'altra versione, di fonte ignota, l'Irlanda venne invece scoperta da tre pescatori originari della Spagna, trascinati a nord da una tempesta. Tornati a casa presero le loro mogli e si trasferirono in Irlanda, un anno solo prima del Diluvio che li annegherà.

### Dopo il Diluvio
Sebbene il Lebor Gabála dica che dopo il Diluvio l'Irlanda rimase disabitata per trecento anni, Keating riporta due versioni differenti. La prima deriva da un poema dal "Salterio di Cashel", che sostiene come un giovane uomo di nome Adna figlio di Bíth, un parente del mitico Nino di Ninive, esplorò l'Irlanda circa centoquaranta anni dopo il Diluvio, ma si accontentò di strappare un pugno d'erba da mostrare ai suoi vicini al ritorno. La seconda tradizione che smentisce l'abbandono dell'isola dopo il Diluvio risale a non precisati "altri nostri autori", secondo i quali i Fomori, guidati da Cichol Gricenchos, si sarebbero insediati in Irlanda circa cento anni dopo il Diluvio fino alla sconfitta subita ad opera di Partholón e del suo popolo nella battaglia di Mag Ithe. I Fomori vivono di pesce e pollame, e solo l'arrivo di Partholón, come viene detto nel Lebor Gabála introduce in Irlanda l'allevamento di bestiame e la costruzione di case, mito che è stato interpretato come il ricordo folcloristico del succedersi dei cacciatori-raccoglitori del Mesolitico agli agricoltori del Neolitico (c. 2500 a.C.).

### Partholón
Secondo il Lebor Gabála, Partholón e i suoi seguaci si stabiliscono in Irlanda o 300 o 312 anni dopo il Diluvio. Discendente di Magog figlio di Iafet figlio di Noè, Partholón salpa dalla Grecia, attracca in Sicilia, quindi in Spagna e da qui si dirige in Irlanda. Il punto preciso del suo approdo sarebbe Imber Scéne (Kenmare, County Kerry). I suoi quattro buoi sono i primi bovini allevati in Irlanda. Uno dei suoi uomini, Brea, è il primo a costruire nella nuova terra una casa; un altro, Samailiath, il primo a produrre birra. Quando essi arrivano in Irlanda c'è una sola pianura - Senmag, la "Vecchia Pianura", presso l'odierna Tallaght. Ma durante la vita di Partholón vengono create 4 nuove piane e 7 nuovi laghi. Egli con tutto il suo popolo - 5000 uomini e 4000 donne - muore di peste nel giro di una settimana. Nessuno si salva, eccetto Tuan mac Cairill, che - a somiglianza del succitato Fintan - sopravvive attraverso una serie di trasformazioni e può così raccontare la storia del suo popolo a San Finnan.

### Nemed e i suoi seguaci
30 anni dopo un altro gruppo, guidato da Nemed, arriva sull'isola. Il Lebor Gabála li descrive come "Genti della Scizia", partiti con 44 navi, ma arrivati con una sola alle sponde irlandesi. Durante il regno di Nemed vengono spianata 12 nuove pianure, creati quattro nuovi laghi e vinte tre battaglie contro i Fomori. Alla fine però Nemed muore di peste e i suoi discendenti sono sottomessi dai principi dei Fomori, Morc e Conand, che pretendono in tributo due terzi dei loro figli, del loro grano e del loro latte. Per liberarsi da questo asservimento il figlio e i nipoti di Nemed, rispettivamente Fergus Lethderg, Semul e Erglan, attaccano la Torre di Conand a Tory Island, al largo della Contea di Donegal. Conand viene ucciso, ma Morc guida una rappresaglia. Allora il mare si alza e affoga tutti i combattenti, lasciando in vita soli 30 guerrieri su di una nave, sballottata ai quattro angoli della terra. Il figlio di Fergus, Britan Mael, diventa il capostipite dei Britanni; Semeon si ferma in Grecia e diventa il capostipite dei Fir Bolg; Bethach raggiunge le misteriose Isole del Nord, e diventa capostipite dei Túatha Dé Danann.

### Fir Bolg
I successivi invasori d'Irlanda sono i Fir Bolg, che introducono sull'isola la regalità e il sistema giudiziario. Uno dei loro re, Rinnal, è il primo ad utilizzare lance con punta di ferro. Essi sembrano rappresentare un ricordo deformato di una migrazione autentica, quella dei Builg o Belgi. Sono stati però anche collegati ai Baschi o ai proto-Baschi, in quanto descritti "bassi di statura e scuri", un tratto ancor oggi comune tra la popolazione irlandese.

### Tuatha Dé Danann
I Fir Bolg vengono rimpiazzati dai Túatha Dé Danann, "le Genti della dea Danu", discendenti di Nemed, a seconda delle tradizioni venuti in Irlanda dal Nord su "nubi oscure", oppure venuti in Irlanda e segnalatisi per aver bruciato le loro navi come assicurazione per non retrocedere contro gli ostacoli all'insediamento. I Tuatha Dé Danann vincono il re dei Fir Bolg, Eochaid mac Eirc, nella prima battaglia di Magh Tuiredh. Ma nello scontro il loro re, Nuada, perde un braccio, e secondo gli usi in quanto invalido deve rinunciare al trono. Al suo posto viene scelto il mezzo-fomoriano Bres, il primo Re Supremo d'Irlanda dei Tuatha Dé.
Bres diventa in breve un tiranno e porta le Genti della Dea sotto l'oppressione dei Fomori. Alla fine Nuada viene restaurato nel regno grazie al braccio d'argento che gli viene applicato, e guida i Tuatha Dé Danann contro i Fomori nella seconda battaglia di Magh Tuiredh. Nuada muore combattendo il re rivale, Balor, il quale come profetizzato viene a sua volta ucciso dal suo nipote Lúg, che diventa il nuovo re dei Tuatha Dé Danann.
I Tuatha Dé Danann rappresentano sicuramente la rilettura epica di un pantheon precedente, e rimandano a numerosi paralleli nella mitologia del mondo celtico: 
- Nuada rimanda al dio britannico Nodens;
- Lúg rimanda alla divinità diffusa in tutto il mondo celtico nota anche come Lugus;
- il Dagda, successore di Lug, viene tradotto nei testi come "il Dio Buono";
- Tuireann si ricollega al gallico Taranis;
- Ogma a Ogmios;
- la Badb a Catubodua.

Inoltre, nonostante nell'epopea i Tuatha Dé Danann finiscano con l'essere rimpiazzati come popolo dominante d'Irlanda, personaggi come Lug, la Mórrígan, Aengus e Manannan mac Lir ricompaiono in storie ambientate secoli dopo, con i tratti dell'immortalità.
Per finire ai Tuatha Dé viene attribuita l'introduzione in Irlanda dei carri e dei druidi.

### I Figli di Míl
I Tuatha Dé Danann vengono a loro volta sostituiti da nuovi invasori, i Milesi, discendenti di Míl Espáine, un guerriero che ha viaggiato in lungo e in largo il mondo antico prima di stabilirsi in Spagna. Míl muore senza vedere l'Irlanda, ma suo zio Íth vede l'isola verde da una torre e parte in avanscoperta con un gruppo di esploratori. I tre re dei Tuatha Dé, Mac Cuill, Mac Cecht e Mac Gréine, uccidono l'ambasciatore, suscitando l'ira degli 8 figli di Míl, che organizzano una spedizione punitiva su vasta scala. Dopo aver vinto i tre re nella battaglia di Slieve Mish, nel County Kerry, i Milesi incontrano le tre regine dei nemici, Ériu, Banba e Fódla, ognuna delle quali chiede che l'isola da allora porti il proprio nome. In effetti da Ériu viene il nome di Éire, mentre Banba e Fodla sono appellativi poetici per l'Irlanda come lo è Albione per la Gran Bretagna. Mac Cuill, Mac Cecht e Mac Gréine propongono intanto una tregua, durante la quale i Milesi lasceranno le sponde irlandesi e si ritireranno a "nove onde" dalla spiaggia. I Milesi accettano, ma una volta al largo i druidi dei Tuatha Dé Danann suscitano una tempesta per spazzarli via. Tocca al poeta Amergin, figlio di Míl, calmare il mare con la sua arte. I Milesi sbarcano e affrontano i Tuatha Dé vincendoli presso Tailtiu, ma solo tre dei figli di Míl, Éber Finn, Eremon e Amergin, sopravvivono. Il saggio Amergin allora divide il regno tra i suoi due fratelli, mentre i Tuatha Dé si ritirano nel sottosuolo, all'interno dei tumuli detti 
sídhe, dove li governa da allora Bodb Dearg.

## Dindshenchas
Un'altra fonte di tradizioni mitologiche è il Dindsenchas o "Elenco dei luoghi", racconti in poesia e prosa che spiegano la toponomastica irlandese in base agli eventi e ai personaggi mitici.

## Saghe
Diverse saghe sopravvivono e parlano del Ciclo mitologico. Alcune, come le due battaglie di Mag Tuired, ne fanno addirittura parte, rifacendosi alle tradizioni sulle invasioni. Altre toccano la materia in modo trasversale: ad esempio Oidheadh Chloinne Tuireann (lett. "Il destino dei figli di Tuireann") racconta di come Lug ordini ai tre figli di Tuireann, come espiazione per l'omicidio di suo padre Cian, di trovare una serie di oggetti ed armi magici, che si riveleranno utili nella seconda battaglia di Mag Tuired contro i Fomori. Altre sono completamente indipendenti dalle tradizioni sulle invasioni, come il Tochmarc Étaíne (lett. "Il corteggiamento di Étaín"), che racconta del concepimento di Aengus come frutto dell'adulterio tra il Dagda e Boann, e di come Aengus vince la residenza di Brú na Bóinne dal marito di Boann, Elcmar. La saga va avanti raccontando le varie vite di Étaín, moglie di Midir, che viene trasformata in una mosca dalla gelosa prima moglie di Midir, Fuamnach. Ancora nella forma di un insetto Étaín diventa la compagna di Aengus, ma cacciata di nuovo da Fuamnach viene infine inghiottita da una donna e si incarna nella sua figlia. La ragazza attira per la sua bellezza il re supremo Eochaid Airem, che la sposa, ma se la vede poi portare via da Midir grazie a trucchi magici.
Un'altra storia nota è quella dei Figli di Lir, in cui i bambini del re sono trasformati in cigni dalla matrigna e così rimangono fino alla cristianizzazione d'Irlanda, quando si convertono e tornano umani, solo per morire a causa dell'estrema vecchiaia accumulata.